# Seznam egiptovskih kardinalov
Seznam egiptovskih kardinalov:
- Stéphanos I. Sidarouss (Stephanos Sidarouss) († 1987)
- Stéphanos II. Ghattas (Amba Andraos Ghattas) († 2009)
- Antonios I. Naguib (Antonios Naguib) († 2022)
- Maximos IV. Saïgh († 1967)